# Phlebopteris
Phlebopteris is een geslacht van uitgestorven varens uit de familie Matoniaceae met vertegenwoordigers van het boven-Trias tot het Krijt (228 tot 65 miljoen jaar geleden). Fossielen van Phlebopteris zijn gevonden op verschillende locaties in Europa, Groenland, Mexico en Korea. 
Ze worden gekenmerkt door handvormig samengestelde, veerdelige bladen, ovale tot lijnlancetvormige bladslipjes met duidelijke middennerf en dichotoom vertakte zijnerven. De sporenhoopjes of sori liggen in twee rijen langs de middennerf en zijn rond en in het midden ingedeukt.

## Naamgeving en etymologie
- Synoniem: Laccopteris Presl (1838)

De botanische naam Phlebopteris is een samenstelling van Oudgrieks φλέψ, phleps (ader) en πτερίς, pteris (varen).

## Soortenlijst
Hier volgt een onvolledige soortenlijst:
- Phlebopteris angustiloba (Presl) Hirmer & Hörhammer
- Phlebopteris braunii Goeppert
- Phlebopteris elegans Presl
- Phlebopteris hirsuta Sahni et Sitholey (1945)
- Phlebopteris polypodioides Brongn.
- Phlebopteris smithii (Daugherty) Arnold

Geslacht: Konijnenburgia †

Soorten: K. alata · K. bohemica · K. galleyi · K. latifolia

Geslacht: Matonia

Soorten: M. foxworthyi · M. pectinata

Geslacht: Nathorstia †

Soort: N. angustifolia · N. fascia 

Geslacht: Phanerosorus

Soorten: P. major · P. sarmentosus 

Geslacht: Phlebopteris †

Soorten: P. angustiloba · P. braunii · P. elegans · P. hirsuta · P. polypodioides · P. smithii